# 达奚武
達奚武（504年—570年11月30日），字成興，代人，北魏、西魏、北周官员。

## 生平
达奚武的祖父达奚眷是北魏怀荒镇镇将，父亲达奚长是汧城镇镇将。
达奚武年少时洒脱不受约束，喜好驰马射箭，受到贺拔岳的赏识。贺拔岳征讨关西时，举荐达奚武为别将，达奚武就倾心侍奉贺拔岳。达奚武因战功出任羽林监、子都督，等到贺拔岳被侯莫陈悦杀害，达奚武与赵贵收敛贺拔岳的尸体回到平凉，共同辅佐拥戴宇文泰统帅全军。达奚武跟从宇文泰平定侯莫陈悦，出任中散大夫、都督，封须昌县伯，食邑三百户。永熙三年（534年），魏孝武帝入关，达奚武出任直寝，转任大丞相府中兵参军。大统初年，达奚武外任东秦州刺史，加散骑常侍，进爵为公。
高欢派竇泰、高昂分三道侵攻西魏。宇文泰主張集中兵力攻擊竇泰，諸将多異議，只有達奚武、蘇綽同意宇文泰的意见，结果竇泰被俘。高欢撤退，宇文泰攻克弘农，派遣達奚武偵察，達奚武率2騎观察動静，遭遇東魏斥候，交战，斬6人，俘3人而還。与高欢沙苑之战，宇文泰再派遣達奚武偵察。達奚武帅3騎，穿上敵人的衣服潜入。報告敵情给宇文泰，宇文泰得到有利情報，擊破東魏軍。任大都督，進高陽郡公、車騎大将軍、儀同三司。
538年，宇文泰救援洛陽，達奚武率1000騎为先鋒，到穀城，与李弼擊破莫多娄贷文。進軍河橋，斬東魏司徒高昂。转任侍中、驃騎大将軍、開府儀同三司、出任北雍州刺史。邙山之战，西魏軍大敗，高欢乘勝進軍陝西，達奚武率兵防御，高欢撤退。後進为大将軍。
551年，率3万兵南征，南梁将軍楊賢以武興降、梁深以白馬降。梁梁州刺史、宜豊侯蕭循守南鄭，達奚武围城数十日，蕭循表示願出降、達奚武解除包围。梁武陵王蕭紀派遣部将楊乾運救援蕭循，蕭循便闭城不出。達奚武恐两面受敵，率精鋭騎兵3000，在白馬迎擊楊乾運，楊乾運敗走。達奚武将蜀軍俘虏带到城下，蕭循知援軍已敗，只得出降。剑閣以北之地归属西魏。552年，達奚武凱旋長安。朝廷議論加封達奚武为柱国，達奚武在元子孝面前固辞。遂以大将軍駐屯玉壁。筑乐昌、胡营、新城3据点。北齐将軍高苟子率1000騎攻新城，達奚武擊迎，俘虏高苟子。
557年，周孝閔帝即位，任柱国、大司寇。北齐北豫州刺史司馬消難归順北周，達奚武、楊忠迎接司馬消難。559年，转任大宗伯、進鄭国公。北齐斛律敦侵入汾州、絳州，達奚武率1万騎防御，斛律敦撤兵。筑柏壁城，開府权严、薛羽生守卫。
563年，转任太保。北周起東征軍，隨公楊忠率突厥兵進北道。達奚武率3万騎進東道，计划晋陽合兵。達奚武到达平陽，不知楊忠返軍。北齐将軍斛律光给達奚武致書：“鸿鹤已翔于寥廓，罗者犹视于沮泽也 。”達奚武返軍。出任同州刺史。564年，跟从宇文护東征。尉迟迥围洛陽，大敗于北齐。達奚武与齐王宇文憲守邙山。是夜，收整敗軍。宇文憲待夜尽天明作战，達奚武主張撤退。達奚武说：“洛阳军散，人情骇动。若不因夜速还，明日欲归不得。武在军旅久矣，备见形势。大王少年未经事，岂可将数营士众，一旦弃之乎 。”宇文憲听从了，全軍撤退。568年，達奚武转任太傅。
达奚武地位低下的时候生活奢侈，喜欢华丽的饰物，身居高位以后，却不再讲究威仪，出行时常单人匹马，随从也只是一两人而已。达奚武家的外门不设置戈戟仪仗，常常在白天虚掩一门扇。有人对达奚武说:“您位居众官之首，功名盖世，出入的仪仗卫士必须与宰辅重臣的地位相称，为何却如此轻率？”达奚武说:“你所说的话并非我的心意。我当初还是平民的时候，哪敢奢望富贵，现在可不能立刻忘掉从前的日子。况且天下没有平定，国家的恩典没有报答，哪能过分树立威严的仪容。”说话的人羞惭地退下。
达奚武个性贪婪吝啬，担任大司徒时，在仓库里有万钉金带，当时人们很珍爱这条金带，达奚武走进仓库将金带取回家。主管的人禀告晋公宇文护，宇文护因为达奚武的功勋，就不揭露他的过错，顺势将金带赐给他，当时的舆论深深的鄙视达奚武。天和五年十月丁酉（570年11月30日），達奚武去世，虚岁六十七，朝廷赠予太傅、十五州诸军事、同州刺史，谥号桓。儿子达奚震继承爵位。

## 家庭

### 高祖
- 奚斤，北魏司空[3]

### 父亲
- 达奚某，北魏安南大将军[4]

### 夫人
- 荥阳郑氏，秦州别驾郑那孙女，抚军将军、凉州刺史、伯阳县侯郑茂伯之女，封郑国夫人，天和三年三月二十日（568年5月2日）去世，葬于长安石安原[5]

### 子女
- 达奚震，北周上柱国、原州总管、三州二镇诸军事、原州刺史、郑国公
- 达奚惎，北周车骑将军、益州刺史、渭南县子
- 达奚□略，第三子，仪同三司[6]
- 达奚光略，第四子，大都督、诺水县开国侯[6]
- 达奚昊，第五子，隋朝骠骑大将军、交州刺史、上开府、安流郡公[6]
- 达奚果，第六子，开府仪同三司、高阳郡开国公[6]
- 达奚某，第七子，汉中郡开国公[6]
- 达奚氏，嫁北周侍中、骠骑大将军、开府仪同三司、京兆尹、丰利成公宇文贞[7]

## 延伸阅读
[在维基数据编辑]
 《周書·卷19》，出自令狐德棻《周書》
 《北史·卷065》，出自李延壽《北史》